# Droit des dessins et modèles industriels dans l’Union Européenne
Les dessins et modèles font partie de la propriété intellectuelle. Ils ont un statut hybride, étant à la fois protégés par le droit d'auteur et par le droit des dessins et modèles (livre V du Code de la propriété intellectuelle). Cette double protection est réaffirmée par la directive européenne du 13 octobre 1998 relative à la protection des dessins et modèles qui a entamé le processus d’harmonisation. Cette directive est transposée en droit français par l'ordonnance du 25 juillet 2001.
L’Ordonnance du 25 juillet 2001 est devenue applicable au 1er octobre 2001.
Dès lors, eu égard au principe de non-rétroactivité de la loi dans le temps, les dessins et modèles déposés avant cette date restent régis par la loi ancienne en ce qui concerne leur validité.
Le processus d'harmonisation des pays européens est complété en 2002 par l'entrée en vigueur du règlement n° 6/2002 du Conseil du 12 décembre 2001 sur les dessins et modèles communautaires, instituant un titre unitaire pour l'ensemble du territoire de l'Union Européenne.
On parlera généralement des dessins lorsqu'il s'agira de créations en deux dimensions et de modèles concernant les créations en trois dimensions.

## Enjeux
Les dessins et modèles sont un élément clé de l'innovation dans l'économie de l'immatériel. Les experts pensent que l'immatériel (ou intangible) représente environ 60 à 70 % de la valeur des actifs des entreprises.
La mise en œuvre des normes comptables IAS/IFRS à l'échelle de l'Union européenne depuis 2005 entraîne la nécessité de comptabiliser le capital immatériel dans les immobilisations incorporelles (norme IAS 38).

## Conditions de la protection par le droit français des dessins et modèles
Le droit des dessins et modèles protège l'apparence d'un produit manufacturé, son esthétique. Dès lors, une condition déterminante pour la protection sera la visibilité de la création à protéger.
En outre, l'article L. 511-2 du code de la propriété intellectuelle (CPI) dispose que "seul peut être protégé le dessin ou modèle qui est nouveau et présente un caractère propre". 

### Le produit
Juridiquement, il ressort des normes françaises et communautaires qu'un produit est un objet industriel ou artisanal, ces notions étant appréciées de manière extensive. Sont ainsi considérés comme des produits : tout arrangement de symboles ou de formes graphiques, les caractères typographiques, les emballages, les présentations, une mise en page, des étiquettes, etc. Le dessin ayant vocation à être divulgué est un produit autonome du produit qu'il peut éventuellement orner, ainsi la forme graphique imprimée sur un objet est un produit autonome de l'objet lui-même.
L'article L. 511-1 alinéa 2 du code de la propriété intellectuelle (CPI) dispose qu'"est regardé comme un produit tout objet industriel ou artisanal, notamment les pièces conçues pour être assemblées en un produit complexe, les emballages, les présentations, les symboles graphiques et les caractères typographiques, à l'exclusion toutefois des programmes d'ordinateur."
L'article 1 de la directive 98/71/CE et l'article 3 du règlement 6/2002 de l'Union européenne donnent la définition suivante au mot «produit» : "tout article industriel ou artisanal, y compris, entre autres, les pièces conçues pour être assemblées en un produit complexe, emballage, présentation, symbole graphique et caractère typographique, à l'exclusion, toutefois, des programmes d'ordinateur."

### La nouveauté
- Avant l'Ordonnance de 2001

Cette condition n'existe que depuis la directive de 1998; auparavant, on appliquait à la place une notion, plus subjective :
L’ancien texte dispose en effet, par le biais de l’article L. 511-3 ancien du CPI, que la protection peut être accordée à « tout dessin nouveau, à toute forme plastique nouvelle, à tout objet industriel qui se différencie de ses similaires, soit par une configuration distincte et reconnaissable lui conférant un caractère de nouveauté, soit par un ou plusieurs effets extérieurs lui donnant une physionomie propre et nouvelle ». 
La condition parait plus large qu’aujourd’hui puisqu’il n’y est fait aucune allusion à l’observateur averti.
Toutefois, il s’agit ici d’originalité plus que de caractère propre, comme l’énonce la Cour d’appel de Paris (06.12.1999) : « Le bénéfice de la protection instaurée par le code (…) est subordonné, non seulement au caractère novateur du modèle déposé, mais aussi à son originalité, laquelle implique qu’il traduise, notamment par sa présentation, le goût et l’imagination de son créateur ». 
En ce sens, l’originalité était appréciée de la même manière qu’en droit d’auteur.
- Depuis l'Ordonnance de 2001

Il s'agit aujourd'hui d'une notion beaucoup plus objective: selon l'article L. 511-3 du CPI, la nouveauté est caractérisée si aucun dessin ou modèle identique n'a été divulgué à la date du dépôt de la demande d'enregistrement, ou à la date de priorité revendiquée.
Est considéré comme identique un dessin ou modèle dont les caractéristiques ne différent que par des détails insignifiants.
Seules les antériorités divulguées avant la date de dépôt ou la date de priorité du dessin ou modèle enregistré sont destructrices de nouveauté.
Le critère essentiel est donc celui de la date de divulgation.
Aux termes de l’article L. 511-6, « un dessin ou un modèle est réputé avoir été divulgué s’il a été rendu accessible au public (…) ». Peu importe l’auteur de la divulgation, le mode de divulgation, et la date de la divulgation antérieure, tant que cette divulgation a pu être connue par les professionnels du secteur intéressé agissant dans la Communauté Européenne.

### Le caractère propre
Cette condition à la validité des dessins ou modèles est apparue à l'occasion de la transposition de la directive de l'Union européenne de 1998. Toutefois, on note que la formule figurant dans cette directive, de même que dans le règlement de 2002, est celle de "caractère individuel" (Cette notion sera développée dans le cadre du dessin et modèle communautaire).
Le caractère propre est apprécié de manière subjective.
Selon l’article L. 511-4 du CPI, « un dessin ou modèle a un caractère propre lorsque l'impression visuelle d'ensemble qu'il suscite chez l'observateur averti diffère de celle produite par tout dessin ou modèle divulgué avant la date du dépôt de la demande d'enregistrement ou avant la date de priorité revendiqué. Pour l’appréciation du caractère propre, il est tenu compte de la liberté laissée au créateur de la réalisation du dessin ou modèle ».
L’article dispose également que dans le cadre de cette appréciation, il sera tenu compte de la liberté laissée au créateur dans la réalisation du modèle (il est par exemple difficile de conférer à un modèle de roue de vélo un caractère réellement propre et unique, certaines caractéristiques devant être conservées : la forme nécessairement ronde, l’essieu central…).
- L'observateur averti

Dans un jugement du Tribunal de Grande Instance de Paris en date du 15 février 2002, il a été jugé « que l'observateur averti n'est pas un homme de l'art mais doit s'entendre d'un utilisateur doté non d'attention moyenne mais d'une vigilance particulière, que ce soit en raison de son expérience personnelle ou de sa connaissance étendue du secteur considéré ».
Ce qu'il faut, c'est que l'observateur soit "averti" c'est-à-dire, par définition, compétent, avisé et expérimenté. 
C’est par rapport à lui que sera jugée l’existence d’un caractère propre, ou au contraire la banalité du modèle au regard de ce qui existe déjà.
- L'impression visuelle d'ensemble

L'impression visuelle générale produite par la création sur l’observateur averti doit différer de celle produite par les divulgations antérieures.
Cette impression globale doit « permettre au modèle de se démarquer de ses semblables » (Cour d'appel de Paris, 28.11.2001). Cette notion de semblables correspond aux modèles divulgués, appréciés alors d'une manière identique au critère de nouveauté.

## Les créations exclues de la protection

### Les produits non visibles
Le droit spécifique des dessins et modèles protège l'apparence des produits manufacturés, ou une partie de ces produits, "caractérisée en particulier par ses lignes, ses contours, ses couleurs, sa forme, sa texture ou ses matériaux" (article L.511-1 du Code de la propriété intellectuelle). ce sont donc les créations s'adressant à la vue qui pourront accéder à cette protection, du fait de leur aspect particulier.
À titre d'exemple, on peut citer la célèbre décision du tribunal civil de Mulhouse en date du 2 avril 1954, qui refusa la protection par les dessins et modèles à un mécanisme interne de canapé-lit: cette création n'étant pas visible, elle ne pouvait prétendre à cette protection.
Le "design" que l'on souhaite protéger doit avant tout être visible sur l'acte de dépôt rendu à l'INPI. ainsi, la partie interne d'une chaussure "non visible sur la photographie sans légende remise à l'INPI" ne peut être déclarée protégeable, puisque non apparente (Cour d'appel de Paris, 4e chambre, 20 septembre 1995). 
Le caractère apparent ou non du produit sera caractérisé également en appréciant la présentation de celui-ci à sa vente: ainsi, peu importe que la partie dentée d'une pince-peigne, utilisée, soit cachée par la chevelure de l'utilisatrice dès lors qu'elle est entièrement visible lorsqu'elle est offerte à la vente (Cour d'appel de Paris, 4e chambre, 22 janvier 1995). 

### Les objets du domaine public
En droit français comme en droit communautaire, la nouveauté d'un modèle se définit par ses différences non insignifiantes par rapport aux autres dessins et modèles existants. 
A contrario, un modèle ne peut pas être nouveau lorsqu'il ne diffère que par des détails insignifiants des autres dessins et modèles antérieurs. La question qui se pose alors est de déterminer l'étendue des antériorités destructrices de nouveauté ? Quel état de l'existant est pris en compte ? C'est ainsi que la jurisprudence a statué à plusieurs reprises (notamment Cour d'appel de Paris, 28 novembre 2001 et 16 janvier 2002) pour préciser que les antériorités s'entendent par toutes créations antérieurement divulguées et faisant partie de l'état de l'art. Cette condition de nouveauté s'apprécie donc par rapport à tout ce qui a été divulgué et porté à la connaissance du public. En définitive, ces antériorités s'apprécient tenant compte également du domaine public. 
Par principe, un œuvre qui constitue une antériorité de toutes pièces du domaine public n'est donc pas protégeable. En ce sens, la Cour de Cassation confirmé le raisonnement de la Cour d'appel de Bordeaux dans un arrêt dans lequel elle avait considéré qu'une création qui ne porte l'empreinte d'aucune personnalisation et qui n'est que la reproduction d'un modèle appartenant au domaine public n'est pas de nature à bénéficier d'une protection au titre d'un modèle industriel (Cassation Commerciale, 22 mars 2005, no 03-17.699[réf. nécessaire]).
La jurisprudence consacre toutefois, à raison du caractère relatif de la nouveauté, la possibilité de s'inspirer du domaine public (CA Paris, 4e ch. A, 28 nov. 2001 ; PIBD 2002, n° 741, III, p. 215. – CA Paris, 4e ch. A, 30 oct. 2002; CA Paris, 4e ch. A., 22 juin 2005, n° 04/12593 : PIBD 2005, n° 817, III, p. 644. – CA Paris, 20 févr. 2006 : PIBD 2006, n° 820, III, p. 378. – CA Paris, 4e ch. B., 17 févr. 2006, n° 04/21739 : PIBD 2006, no 829, III, p. 336).
Ainsi, tout objet appartenant au domaine public peut faire l'objet d'une protection au titre des dessins et modèles dès lors que sa représentation en diffère par des éléments non insignifiants (nouveauté) de nature à créer une impression globale différente pour le consommateur (caractère propre ou individuel).  La protection ne portera donc que sur ces éléments nouveaux et individualisables.  
Les juridictions ont notamment considéré qu'une représentation stylisée de la tour Eiffel faisant appel à des proportions et des dimensions particulières était de nature à lui conférer une protection au titre des dessins et modèles (TGI Paris, 3e ch., 1re sect., 20 mars 2002, n° 99/21443 : PIBD 2002, no 752, III, p. 523, préc. n° 53). Ainsi, seuls ces éléments de nature à susciter une impression globale d'ensemble différente (proportions et dimensions spécifiques utilisées par la création) seront protégés par le modèle industriel et toute autre représentation du même monument du domaine public, même stylisée, optant pour des proportions et dimensions différentes sera susceptible d'être exclue dès lors que l'impression d'ensemble sera différente. 
La Cour d'appel a également validé un modèle portant sur un jouet en forme de girafe bien connu du public français, Sophie la girafe, constituant une représentation stylisée d'un élément de la nature (donc du domaine public), ayant recours à une composition particulière dans les dimensions et la posture de l'animal, impossibles à adopter par celui-ci dans le monde réel et lui conférant alors une impression d'ensemble différente (CA Paris, 4e ch., 30 juin 2000, JCP E 2000, p. 1862 ; JCP G 2000, II, 10440).

## Le droit des dessins et modèles communautaires

### Le dessin ou modèle communautaire non enregistré
À la suite de l'adoption, le 12 décembre 2001, du règlement sur les dessins ou modèles communautaires, la protection des dessins ou modèles communautaires non enregistrés est possible depuis le 6 mars 2002.
Le règlement de 2001 reprend les dispositions de la directive de 1998 : les conditions de protection sont donc les mêmes, tout comme la définition de la notion de divulgation.
Un dessin ou modèle non enregistré est protégé pendant trois ans à compter de la première divulgation au public, et ce au sein de la Communauté européenne. En conséquence, la première divulgation qui n’a pas lieu dans la Communauté Européenne ne donne pas naissance au dessin ou modèle non enregistré, du fait que la période de grâce n’existe pas pour le dessin ou modèle non enregistré.
En effet, dans le cas du dessin ou modèle communautaire enregistré, une divulgation en dehors du territoire communautaire qui interviendrait dans les 12 mois précédant le dépôt n’affecterait pas la nouveauté et donc la validité du modèle. Un dessin ou modèle qui serait donc divulgué en dehors de la Communauté européenne ne peut donc plus prétendre à la protection par le dessin ou modèle non enregistré, mais son titulaire dispose de 12 mois pour en demander l’enregistrement devant l’Office de l'Union européenne de la propriété intellectuelle.
Le dessin ou modèle est réputé avoir été divulgué au public lorsque :
- il a été publié
- il a été exposé
- il a été commercialisé ou divulgué de toute autre manière, sauf si ces faits ne pouvaient « raisonnablement être connus des milieux spécialisés du secteur concerné opérant dans la Communauté » (article 7 (1)).

Le créateur a des droits d’une durée plus courte et avec une portée plus restreinte qu’un titulaire de dessins et modèles enregistré : il ne peut interdire que l’utilisation qui résulte d’une copie du modèle. Cependant, « l'utilisation contestée n'est pas considérée comme résultant d'une copie du dessin ou modèle protégé si elle résulte d'un travail de création indépendant réalisé par un créateur dont on peut raisonnablement penser qu'il ne connaissait pas le dessin ou modèle divulgué par le titulaire » (article 19 (2)).
L’intérêt de ce dispositif est d’assurer une protection aux créations dont le cycle de vie est relativement court, et pour lesquelles la procédure d’enregistrement est trop lourde (dans le secteur de la mode par exemple).
En France, le dessin ou modèle communautaire non enregistré n’a pas beaucoup d’intérêt du fait de la protection par le droit d’auteur.